# Neolophonotus pellitus
Neolophonotus pellitus là một loài ruồi trong họ Asilidae. Neolophonotus pellitus được Wiedemann miêu tả năm 1819.